# Lotus Lobo
Lotus Amanda Maria Lobo de Alvarenga, besser bekannt als Lotus Lobo (geboren 1943 in Belo Horizonte, Minas Gerais, Brasilien) ist eine brasilianische Malerin, Zeichnerin und Graveurin.

## Leben
Lobo wurde 1943 in der Hauptstadt des brasilianischen Bundesstaates Minas Gerais, Belo Horizonte, als Tochter der Lyrik-Sängerin Eugênica Bracher und des Volksmusikers Waldomiro Lobo geboren. Sie wuchs in einer großen Familie von Künstlerinnen und Künstlern auf, unter anderem war ihr Onkel mütterlicherseits Frederico Bracher Júnior ein bekannter Maler, ihr Großvater Violinist und Dirigent. Sie wuchs auch in Belo Horizonte auf und studierte von 1962 bis 1965 an der Kunsthochschule Escola Guignard. Dort erwarb sie Kenntnisse in Lithographie bei João Quaglia, und studierte Wandmalerei bei Inimá de Paula. Zwischen 1964 und 1966 gründete sie gemeinsam mit Klara Kaiser, Nívea Bracher, Roberto Vieira, Paulo Laender, Lúcio Weick und David Ruigt die experimentelle Werkstatt Grupo Oficina.
1968 zog Lobo nach Rio de Janeiro, wo sie ein Praktikum bei Planus, einer lithographischen Werkstatt absolvierte. 1969 entdeckte Lobo eine Sammlung von lithographischen Matrizen mit Produktetiketten alter Fabriken und Manufakturen aus ihrem Heimatstaat Minas Gerais. Daraus entwickelte sie eine Serie von Gravuren, diese druckte sie auf transparente Materialien. Für diese Arbeiten erhielt Lobo 1969 den Itamaraty-Preis auf der 10. internationalen Biennale von São Paulo. 1970 erhielt sie auf dem IV Salão Nacional de Arte Contemporânea de Belo Horizonte den Prêmio Maior, der mit einem Stipendium der französischen Regierung verbunden war, und lebte 1971/72 in Paris. Dort studierte sie an der École Supérieure des Arts et Industries Graphiques (École Estienne) und an der École d’Arts-Plastiques et Sciences de l’Art der Universität von Paris.
Parallel zu ihrem künstlerischen Werdegang unterrichtete sie von 1966 bis 1984 an ihrer Alma Mater Gravur, später zog sie nach Tiradentes (Minas Gerais). Dort gründete Lobo eine Lithographiewerkstatt namens Casa de Gravura Largo do Ó zusammen mit Thaïs Helt, George Helt, Marina Nazareth und Maria Carmen. Darüber hinaus koordinierte sie das Projekt „Memória da Litografia no Estado“. 1991 kehrte Lobo nach Belo Horizonte zurück und unterrichtet wieder an der Escola Guignard. Seit 1993 widmet sie sich der Atelierarbeit und Projekten zur Geschichte der industriellen Lithographie in Minas Gerais.
Lotus Lobo ist bis heute künstlerisch aktiv und zeigte ihre Werke in zahlreichen Ausstellungen in Brasilien und darüber hinaus.

## Ausstellungen (Auswahl)
- 2021/2022 Lotus Lobo: Fabricação Própria, SESC Pompéia, São Paulo[3]